# Arrest Kolpinghuis
Het arrest Kolpinghuis is een uitspraak van het Hof van Justitie van de Europese Gemeenschappen van 8 oktober 1987 (zaak 80/86), inzake
- omgekeerde verticale rechtstreekse werking van bepalingen in een richtlijn die niet tijdig in nationale wetgeving is geïmplementeerd (wel omlaag, niet omhoog),
- richtlijnconforme uitleg van bepalingen in nationaal recht.

## Richtlijn
Richtlijn 80/777/EEG van de Raad van 15 juli 1980 betreffende de onderlinge aanpassing van de wetgevingen der Lid-Staten inzake de exploitatie en het in de handel brengen van natuurlijk mineraalwater (PB 1980, L 229, blz. 1)

## Casus en procesverloop

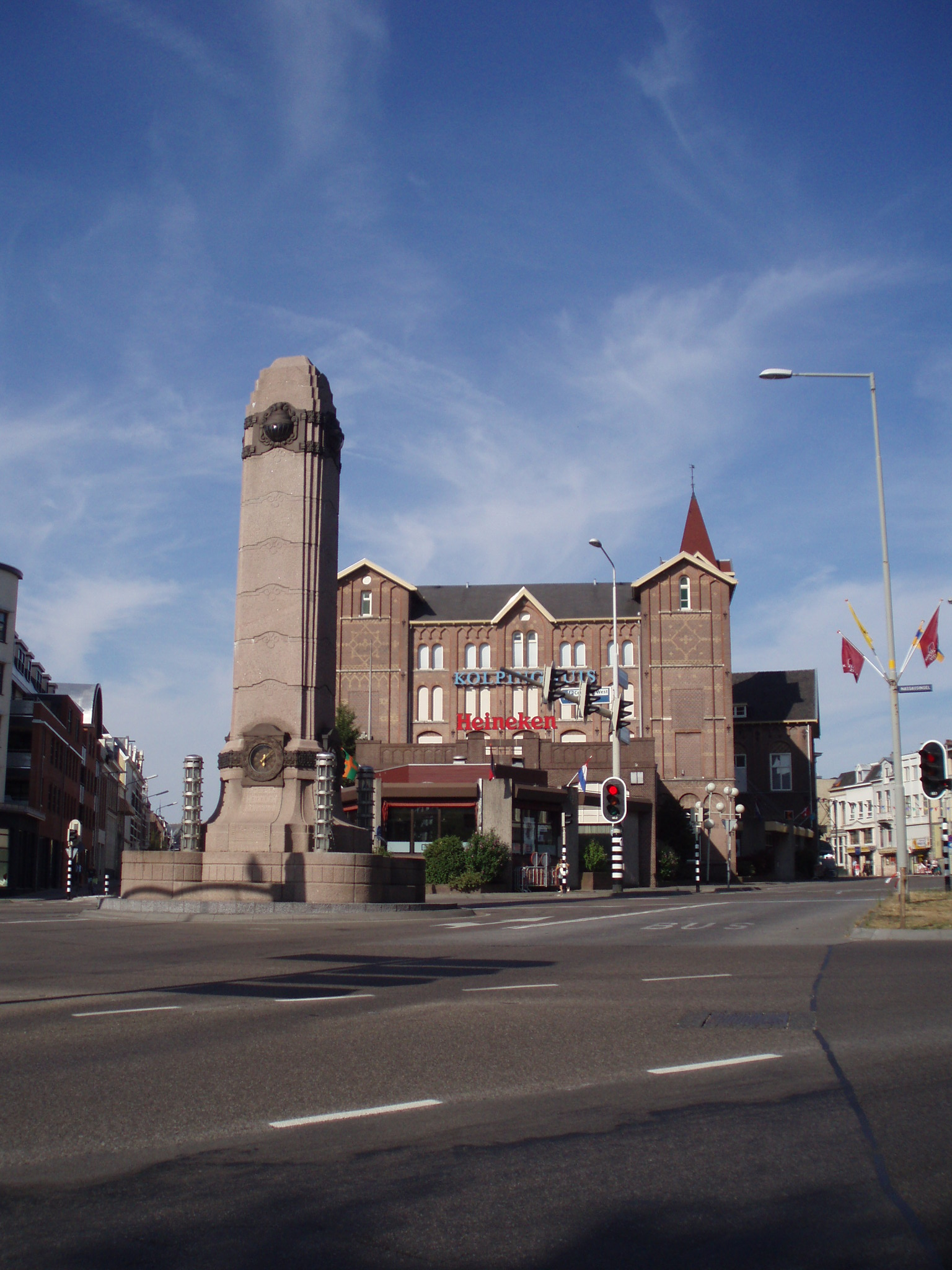
Het Kolpinghuis in Nijmegen

Kolpinghuis Nijmegen BV verkocht in een café leidingwater met koolzuur als mineraalwater (althans had dat in voorraad). Zulks is op 7 augustus 1984 geconstateerd. Dit is niet toegestaan volgens een Europese richtlijn, waarvan de overgangstermijn op 17 juli 1984 is verstreken, terwijl deze richtlijn pas een jaar later, op 8 augustus 1985, in Nederlandse wetgeving is omgezet. Kolpinghuis wordt strafrechtelijk vervolgd.

2. (...) Deze onderneming wordt een overtreding van artikel 2 van de Keuringsverordening van de gemeente Nijmegen ten laste gelegd, volgens hetwelk het verboden is, voor de handel en menselijke consumptie bestemde waar die ondeugdelijk van samenstelling is, ten verkoop of ter aflevering in voorraad te hebben.

De officier van justitie baseerde de vervolging mede op richtlijn 80/777/EEG. De Rechtbank Arnhem verzocht het Hof van Justitie om een prejudiciële beslissing.

## Rechtsvragen
- Mag een bepaling van een nog niet geïmplementeerde richtlijn door de Nederlandse overheid worden ingeroepen in een strafproces tegen een particulier? (Neen.)
- Dient de nationale rechter in een geval waarin een nationale regel moet worden uitgelegd zich bij die uitleg te laten leiden door de inhoud van een toepasselijke richtlijn? (Richtlijnconforme uitleg.) (Ja.)
- (Zo ja:) Een richtlijn moet binnen een bepaalde termijn in nationaal recht worden omgezet. Geldt de verplichting van richtlijnconforme uitleg ook vóór het verstrijken van deze termijn? (Ja.)

## Uitspraak Hof
(Verklaring voor recht)
1. Een nationale overheid kan zich niet ten laste van een particulier op een bepaling van een richtlijn beroepen, ten aanzien waarvan de noodzakelijke omzetting in nationaal recht nog niet heeft plaatsgevonden.
2. Bij de toepassing van zijn nationale wetgeving moet de nationale rechter van een Lid-Staat deze wetgeving uitleggen in het licht van de bewoordingen en het doel van de richtlijn, teneinde het in artikel 189, derde alinea, EEG-Verdrag bedoelde resultaat te bereiken, doch een richtlijn kan niet uit zichzelf en onafhankelijk van een ter uitvoering ervan vastgestelde wet bepalend zijn voor de strafrechtelijke aansprakelijkheid van degenen die in strijd met haar bepalingen handelen.
3. Voor de hiervoor bij de beantwoording van de vragen gegeven oplossingen maakt het geen verschil uit, of de voor de Lid-Staat geldende termijn van de verplichting tot aanpassing van de nationale wetgeving op de relevante datum nog niet was verstreken.

## Conclusie
- Een nationale overheid kan zich tegenover een particulier niet beroepen op een niet omgezette richtlijn (verbod van omgekeerde verticale rechtstreekse werking).
- Tegenover de overheid kan een particulier zich wél beroepen op een niet tijdig omgezette richtlijn.[3]
- Er is een verplichting tot richtlijnconforme uitleg, zodra een richtlijn is verschenen.
- De richtlijnconforme uitleg kan niet leiden tot het creëren van strafrechtelijke aansprakelijkheid op grond van de richtlijn die naar nationaal recht niet zou bestaan.

## Betekenis
Dit arrest is een vervolg op het arrest Von Colson (1984), dat in Marleasing (1990) bevestiging vond. In het arrest Arcaro (1996) is vastgesteld dat de uitzondering van het arrest Kolpinghuis strikt moet worden geïnterpreteerd.